# Vũ trụ học
Vũ trụ học (tiếng Anh: cosmology, tiếng Hy Lạp: κοσμολογία) là khoa học nghiên cứu tổng thể về vũ trụ, bao gồm các nghiên cứu về sự hình thành, tiến hóa và tương lai của vũ trụ. Vũ trụ học vật lý là sự nghiên cứu khoa học về nguồn gốc vũ trụ, các động lực học, các cấu trúc lớn, và số phận tới hạn, cũng như các định luật khoa học mà chi phối các lĩnh vực đó.

## Lịch sử nghiên cứu vũ trụ
- Thời kỳ sơ khai
- Thời cổ đại:
  - Démocrite
  - Aristote
  - Thuyết địa tâm
- Thời cận đại
  - Thuyết nhật tâm
- Vũ trụ học hiện đại
  - Thuyết tương đối của Albert Einstein
  - Giả thuyết về Vụ Nổ Lớn và kết thúc của vũ trụ

## Sự hình thành của vũ trụ
Vũ trụ được coi là hình thành từ một Vụ nổ Lớn (Bigbang), cách đây chừng 13.8 tỉ năm. Vụ Nổ Lớn là khởi điểm của tất cả, trước đó không có thời gian và không gian. Do đó, dù nguyên nhân của vụ nổ lớn là gì thì điều đó cũng không quan trọng vì nó không có khả năng ảnh hưởng đến vũ trụ.
Một phần tỉ giây sau vụ nổ lớn, các hạt vật chất đầu tiên được hình thành, nóng và sôi sục. Sau đó, vũ trụ nguội dần, và hình thành các hạt electron, neutron, proton...Các hạt này kết hợp với nhau tạo nên vật chất, rồi co lại thành những thiên hà, sao, hành tinh dưới tác động của lực hấp dẫn. Kể từ đó đến nay, vũ trụ vẫn đang không ngừng giãn nở với một tốc độ chậm, nhưng đủ lớn để chống lại lực hấp dẫn của chính nó.

## Tương lai của vũ trụ
Vũ trụ được hình thành từ điểm kì dị của Vụ Nổ Lớn (Kì dị là điểm mà tại đó, độ cong của thời gian và không gian lên tới vô hạn). Số phận của vũ trụ có thể sẽ kết thúc bằng một Vụ Co Lớn (The Big Crunch), nếu như tốc độ giãn nở không thể chống chọi lại lực hấp dẫn của chính nó, hoặc cũng có thể không bao giờ kết thúc, nếu như nó giãn nở đủ nhanh để không bị co lại. Tận thế.